# Phil Lynott

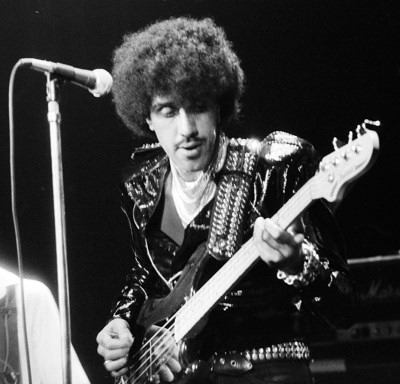
Phil Lynott, 1980

Philip Parris Lynott (fıl ‘pærıs ‘laınɒt, Aussprache wie Lainot, * 20. August 1949 in West Bromwich, Staffordshire, England; † 4. Januar 1986 in Salisbury, Wiltshire, England) war ein irischer Sänger, Rockbassist und Songwriter. Er war Gründungsmitglied der Rockband Thin Lizzy.

## Leben und Werk

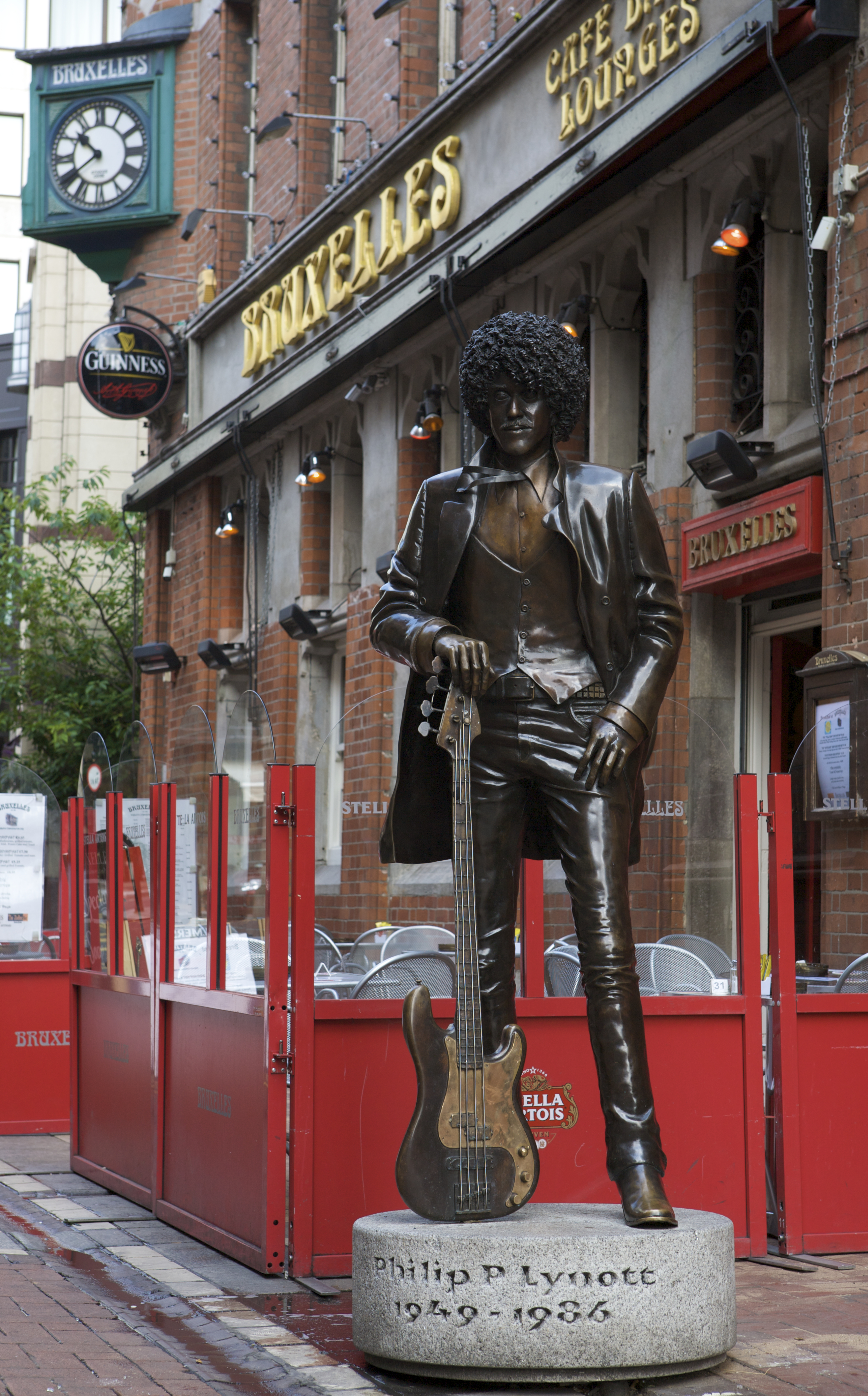
Phil-Lynott-Statue in Dublin

Seine Eltern waren die Irin Philomena Lynott und der aus Guyana stammende Cecil Parris. Kurz nach seiner Geburt trennten sich seine Eltern. Lynott wuchs bei seiner Großmutter Sarah in Dublin auf. Von 1967 bis 1968 spielte Lynott bei der irischen Band Skid Row (nicht zu verwechseln mit der amerikanischen Band Skid Row). 1969 gründete er in Dublin die Rockband Thin Lizzy zusammen mit Eric Bell und Brian Downey. Die Bandbesetzung änderte sich im Lauf der Jahre – bis zum Auseinanderbrechen im Jahr 1984. Namhaftestes Bandmitglied neben Lynott war Gary Moore (1974 und 1978/1979).
Zur Geburt seiner Tochter schrieb er den Song Sarah (auf dem Thin-Lizzy-Album Black Rose, 1979), der ein Hit wurde. Einen Song gleichen Titels, der aber seine Großmutter betraf, hatte er bereits 1972 veröffentlicht, ebenfalls mit Thin Lizzy. Die doppeldeutige Textzeile „I remember Par(r)is '49“ im zusammen mit Gary Moore geschriebenen Song Parisienne Walkways bezieht sich auf Lynotts Vater.
Nach der Veröffentlichung des Livealbums Life 1983 gingen Lynott und seine Mitmusiker von Thin Lizzy getrennte Wege und Lynott wirkte in der Folge u. a. bei Soloprojekten von Gary Moore, z. B. beim Lied Out in the Fields auf dem Album Run for Cover als Musiker und Co-Autor. Außerdem gründete er die kurzlebige Band Grand Slam.
Beim 1978 erschienenen Konzeptalbum zu Jeff Wayne’s Musical Version of the War of the Worlds übernahm Lynott neben Julie Covington den Gesangspart im Lied The Spirit of Man. Auf Lynotts Alben Solo in Soho und The Philip Lynott Album gastierte u. a. auch Mark Knopfler.
Kennzeichnend für Phil Lynotts Talent als Songwriter waren seine Texte, die oftmals melancholisch geprägt waren und von Außenseitern, Verstoßenen, Verzweifelten und Missverstandenen oder von Männerklischees handelten.

## Tod
Lynott starb 1986 in Salisbury, England, nicht wie oft behauptet an den Folgen einer Überdosis Heroin, sondern infolge seines jahrelangen Alkohol- und Drogenkonsums. Er wurde Weihnachten 1985 ins Krankenhaus gebracht, wo zuerst Nierenversagen festgestellt wurde. Am Neujahrstag kam noch eine Lungenentzündung hinzu. Zusammen mit der allgemeinen Schwächung des Körpers führte diese schließlich am 4. Januar 1986 zum Tod durch Herzversagen.
Sein Grab befindet sich auf der Halbinsel Howth Head bei Dublin. Der kunstvoll verzierte Grabstein stammt vom irischen Künstler Jim Fitzpatrick, der auch einige Cover von Thin-Lizzy-Alben gestaltete.

## Diskografie

### Alben
| Jahr | Titel                                  | Höchstplatzierung, Gesamtwochen, AuszeichnungChartplatzierungen (Jahr, Titel, Platzierungen, Wochen, Auszeichnungen, Anmerkungen) | Höchstplatzierung, Gesamtwochen, AuszeichnungChartplatzierungen (Jahr, Titel, Platzierungen, Wochen, Auszeichnungen, Anmerkungen) | Anmerkungen                |
| Jahr | Titel                                  | UK | IE | Anmerkungen                |
| ---- | -------------------------------------- | --- | --- | -------------------------- |
| 1980 | Solo in Soho                           | UK28 (6 Wo.)UK | — |                            |
| 1987 | The Best of Phil Lynott and Thin Lizzy | UK55 Gold · (10 Wo.)UK | — |                            |
| 2010 | Yellow Pearl - A Collection            | — | IE37 (14 Wo.)IE |                            |
| 2022 | The Philip Lynott Album                | — | IE40 (1 Wo.)IE | Erstveröffentlichung: 1982 |

grau schraffiert: keine Chartdaten aus diesem Jahr verfügbar

### Singles
| Jahr | Titel Album                          | Höchstplatzierung, Gesamtwochen, AuszeichnungChartplatzierungen (Jahr, Titel, Album, Platzierungen, Wochen, Auszeichnungen, Anmerkungen) | Höchstplatzierung, Gesamtwochen, AuszeichnungChartplatzierungen (Jahr, Titel, Album, Platzierungen, Wochen, Auszeichnungen, Anmerkungen) | Anmerkungen |
| Jahr | Titel Album                          | UK | DE | Anmerkungen |
| ---- | ------------------------------------ | --- | --- | ----------- |
| 1980 | Dear Miss Lonely Hearts Solo in Soho | UK32 (6 Wo.)UK | — |             |
| 1980 | King’s Call Solo in Soho             | UK35 (6 Wo.)UK | — |             |
| 1981 | Yellow Pearl Solo in Soho            | UK14 (12 Wo.)UK | — |             |
| 1985 | Out in the Fields –                  | UK5 (10 Wo.)UK | DE14 (11 Wo.)DE |             |
| 1985 | Nineteen –                           | UK76 (4 Wo.)UK | — |             |
| 1987 | King’s Call (1987) –                 | UK68 (4 Wo.)UK | — |             |